# Рейд Гелаєва в Дагестан
Рейд Гелаєва в Дагестан — епізод Другої чеченської війни.

## Передумови
Костяк загону Гелаєва склався ще на початок чеченських воєн, у ранні 1990-ті. Його командир і найдосвідченіші бійці набули необхідних на війні навичок ще Абхазії, згодом Гелаєв став однією з ключових постатей серед Дудаєва. Саме його люди розгромили загони чеченської опозиції 1993 року, а пізніше він брав участь у низці гучних акцій бойовиків — від засідки на військову колону під Яришмарди у квітні 1996 року до оборони Грозного наприкінці 1999-го. Пізніше його група зазнала тяжких втрат під час облоги села Комсомольське. Однак Гелаєв зумів прорватися і піти до Грузії, де відтворив свій загін.
У вересні 2002 року близько 300 чеченських бійців під командуванням Гелаєва увійшли з території Грузії до Інгушетії. Вони вступили у бій з російськими військами коло інгушського села Галашки, збивши з ПЗРК «Ігла» вертоліт Мі-24, підбивши з гранатометів два БТРи і вбивши коло 20 солдатів. Російськими військами активно застосовувались артилерія, авіація, бронетехніка. З серпня по грудень 2003 року загін Гелаєва здійснив перехід з Інгушетії до Шаройського району Чечні — для подальшого відходу до Грузії. Метою було непомітно перейти чеченсько-дагестанський кордон, а далі російсько-грузинський кордон, щоб перезимувати у Панкіській ущелині. Перед своїм останнім рейдом Галаєву довелося витратити чимало часу на пошуки провідника та з'ясування безпечних шляхів до Грузії. Пора року була не найкращою для переходу високогірних перевалів, але чеченцям вдалося дізнатися маршрут: дороги через перевали Опар и Бутси-Батси, що здавалися прохідними, і передбачали безпечний шлях між прикордонними постами. Перейти до Грузії з території Чечні Гелаєв не наважувався, оскільки ця ділянка кордону щільно охоронялася.
Похід треба сказати також був вимушений — у Грузії якраз у ході Революції Троянд повалили президента Едуарда Шеварднадзе, який перебував у ворожих відносинах с чеченськими повстанцями. У вересні 2002 року він наказав провести в Панкіській ущелині, де перебував загін Гелаєва спецоперацію, що і змусило останього вертатись з боєм до Росії. Існує версія що Гелаєв був близьким другом Михайла Саакашвілі, з приходом якого до влади російсько-грузинські відносини сильно погіршилися.

## Хід битви
В останній день листопада група Гелаєва з 36 повстанців вирушила у дорогу із селища Кірі і увійшла до гірської частини Цунтинського району Дагестану. Кожен боєць ніс по 30–40 кілограмів вантажу. Невеликий загін ніс відразу вісім кулеметів, величезний запас одноразових гранатометів, боєприпасів, харчів, зимового спорядження. Кинути все це вони не могли: складів, з яких можна було б поповнити запаси, повстанці не мали. Глибокий сніг та сильний мороз також не залишали їм шансів на удачу. Сам Гелаєв, пожертвувавши одному зі своїх підлеглих зимові черевики фірми «Екко» і вийшовши в гори в літніх брезентових черевиках «джанглі бутс», на той час серйозно відморозив ноги. Та й інші бійці загону, що більш відповідально поставилися до свого екіпірування (зимові гірські черевики «Екко» і «Матахорн», чорні зимові синтепонові штани та куртки, пухові спальники тощо), за тиждень походу по горах на 30-градусному морозі підірвали свої сили. Піл час молитви Галаєв звернувся до підлеглих зі словами «Аллах випробовує нас холодом і голодом…» і закликав їх набратися мужності. 
У ніч проти 15 грудня загін Гелаєва увійшов у село Шаурі, щоб купити продукти. На повстанців доніс місцевий житель. Гелаївці не входили в село всім загоном, і росіяни вирішили, що йдеться лише про маленьку групу. Людина, яка розповіла про "бойовиків", бачила лише двох. Спочатку на перехоплення повстанців відправився загін з 9 російських прикордонників під командуванням капітана Радима Халікова (Герой РФ, посмертно) на автомобілі ГАЗ-66, але бійці Гелаєва влаштували на них успішну засідку і знищили всіх. Повстанці рушили пішим маршем геть з місця бою. Але вони вже остаточно розкрили своє перебування там, тож тепер, підняті за тривогою, за ними гналися всі сили місцевого прикордонного загону, а на допомогу підтягувалися регулярні військові частини. У Цунтинському районі було оголошено надзвичайний стан. Керівництво операцією розпочали здійснювати представники силових відомств республіки. Вищі чини російських спецслужб та армії, зокрема командувач місцевого відділу прикордонної служби ФСБ РФ Володимир Стрєльцов, також були направлені в Дагестан. 
Проте блокувати загін Гелаєва з низки суб'єктивних чинників вони спочатку не змогли, давши можливість повстанцям на два дні зникнути з поля зору федеральних сил. 17 грудня на перехоплення повстанців виходять розвідувальні частини Угрупування військ гірської частини Чеченської Республіки (УВ ГЧ ЧР). Вони першими під час повітряного патрулювання з борту вертольота виявили повстанців у районі перевалу Куса, де власне і розгорнулася генеральна битва. Із самого початку федеральні війська дотримувалися тактики безконтактного бою, використовуючи авіацію та артилерію. 
Ефективним способом боротьби з повстанцями виявилося бомбардування льодовиків. Один з авіаударів 20 грудня викликав лавину, під якою згинули одразу 8 повстанців, у тому числі володар єдиного GPS-навігатора у загоні. Чеченці непогано маскувались у порослих лісом горах, однак ризикували загинути під лавинами, а шляхи відступу були завалені. Вони не могли ніде переночувати, багато хто був поранений або обморожений. Дії авіації та розвідувальних груп спеціального призначення загнали повстанців у вузьку ущелину з вертикальними схилами, куди вони спустилися льодовиком. Вогнем з курсового кулемета вертольота Мі-8МТ був поранений в ногу заступник Гелаєва — Киші Хаджієв. Зрештою 25 грудня загін гелаївців розділився. Одна група із 10 чоловік, що включала всіх здорових бійців, спробувала прорватися в Грузію, в райони, населені чеченцями. Там вони сподівалися знайти допомогу. Однак цей маленький загін залишив на білому снігу добре помітну стежку. Ланцюжок слідів виявили з гелікоптерів, після чого на ймовірному шляху їхнього маршу поставили засідку. З 11 повстанців у полон потрапили четверо, решта загинула
Залишки загону з 16 повстанців на чолі з самим Гелаєвим спробували пробитися до сусідньої ущелини. Самі повстанці і розвідники, що їх переслідували, йшли ослячими стежками. Один з повстанців зірвався зі схилу та розбився. На схилах того ж хребта у ці дні, переслідуючи повстанців, розбилися троє військовослужбовців 3-ї окремої бригади спеціального призначення. Один із них нагороджений званням Героя РФ посмертно.
Повстанці спустилися у дику ущелину вище 1,5 км від місця впадання безіменного струмка до річки Андійське Койсу. Вони змогли пробратися туди, спустившись на пов'язаних автоматних ременях, і засіли в печері. Щоб дістатися до них, росіяни йшли руслом річки до пояса в холодній воді. Вибити чеченців із ущелини авіабомбою не наважилися. Тому штурмувати останніх повстанців із їхнього укриття довелося вручну — за допомогою піхотної зброї. На невеликий загін змучених борців за незалежність Ічкерії витратили багато часу. 29 грудня росіяни остаточно зламали опір повстанців. Пару моджахедів, які намагалися вийти з печери, поховала під лавиною атака гелікоптера. Сам Гелаєв вцілів і вирвався з оточення. У ході переслідування представники федерального командування кілька разів повідомляли і про загибель самого Гєлаєва, але в результаті його так і не вдалося виявити ні серед живих, ні серед мертвих. Гелаєв пересидів кілька днів у кошарі у довіреного чабану і потім вирішив вже наодинці продовжувати похід.
28 лютого 2004 р. Гелаєв врешті-решт загинув біля кордону з Грузією поблизу села Бежта. За офіційною версією російської влади — під час зіткнення з російськими прикордонними військами: випадково натрапив на двох дагестанських прикордонників (Мухтара Сулейманова та Абдулхаліка Курбанова), яких убив у ході перестрілки, однак і сам отримав важке поранення в руку (кулі розтрощили лівий лікоть і практично відірвали руку). Стікавши кров'ю, Гелаєв відрізав собі ножем поранену руку; через лічені хвилини він помер від втрати крові та травматичного шоку. За версією чеченських повстанців Галаєву відірвала руку атака великокаліберного кулемета з російського бойового гелікоптера.